# Jelen lyrorohý
Jelen lyrorohý, zvaný též thamin (Cervus eldii), je ohrožený druh jelena žijící v Jihovýchodní Asii. Jedná se o poměrně velký druh, s hmotností okolo 100 kg a výškou v kohoutku 107 až 115 cm. Název "lyrorohý" má původ ve tvaru rohů, které tento jelen má.

## Taxonomie

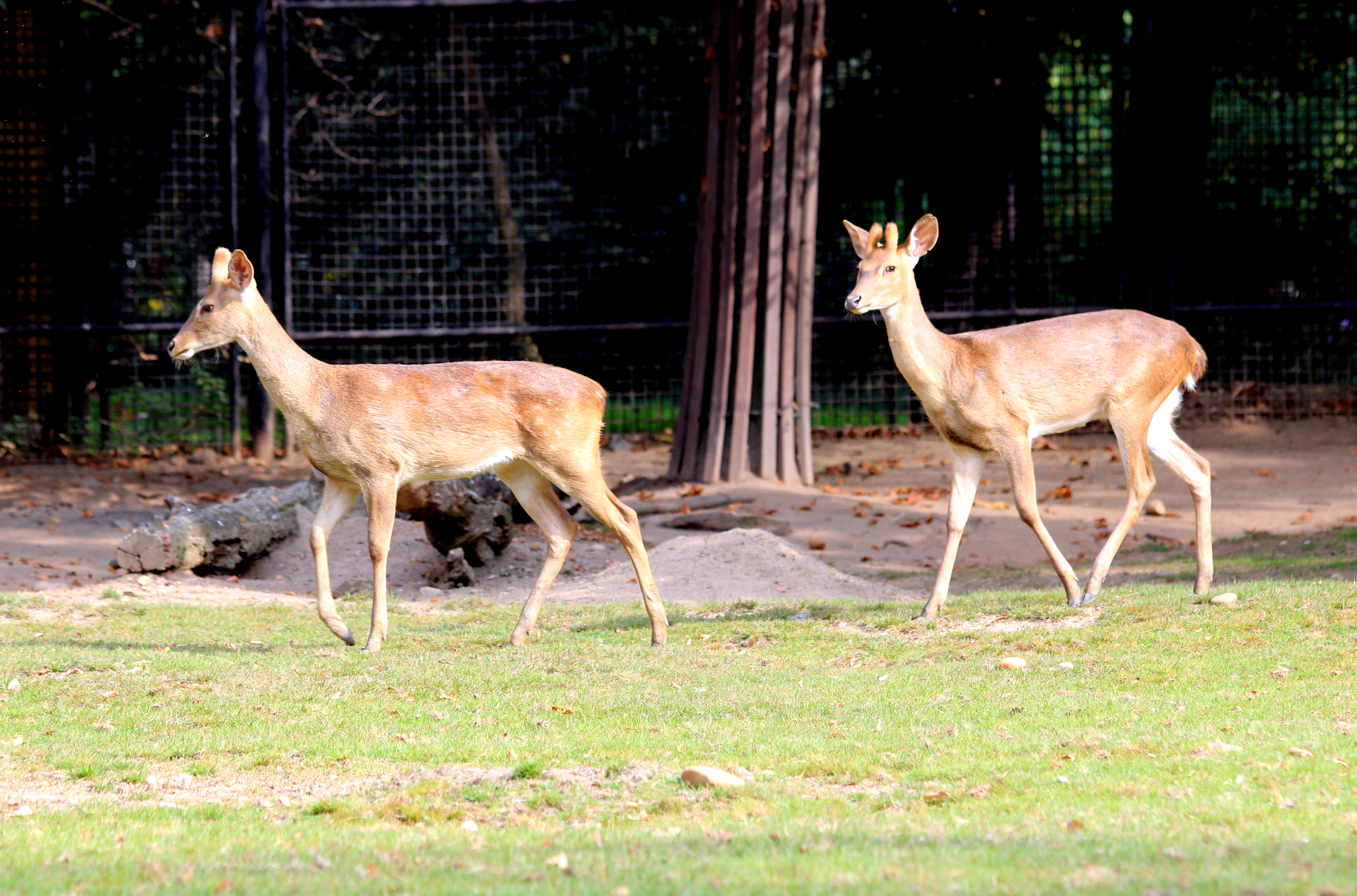
Jelen lyrorohý v Zoo Praha

Jelen lyrorohý je v rámci rodu Cervus zařazen do podrodu Rucervus, který někteří autoři povyšují na samostatný rod, podobně je tomu i v případě pojmenování Panolia – někteří autoři jej používají jako název podrodu a jiní jako rodové jméno monotypického rodu. Molekulární analýzy však nenaznačují nepříslušnost jelena lyrorohého do rodu Cervus, a každopádně blízká příbuznost s ostatními podrody tohoto rodu je nezpochybnitelná.

### Synonyma
Kromě označení Cervus eldii můžeme v literatuře najít i jiná latinská jména: Panolia acuticauda (Gray, 1843), Rucervus thamin (Thomas, 1918), Panolia eldi nebo Rucervus eldii

### Poddruhy
Rozeznávají se tři poddruhy jelena lyrorohého, odlišují se tvarem paroží, zbarvením a částečně i velikostí. Všechny jsou do určité míry ohroženy vyhynutím. Nominátní poddruh C. eldii eldii, známý též pod domorodým názvem sangai, je kriticky ohrožený a v přírodě žije jen v indickém státě Manipur, zejména na území národního parku Keibul Lamjao, tvořeném močály a unikátními plovoucími ostrovy na jezeře Loktak.
- jelen barmský(Cervus eldii ssp. thamin)[4]
- Jelen indočínský (Cervus eldii ssp. siamensis)[5]
- Jelen manipurský (Cervus eldii ssp. eldii)[5]

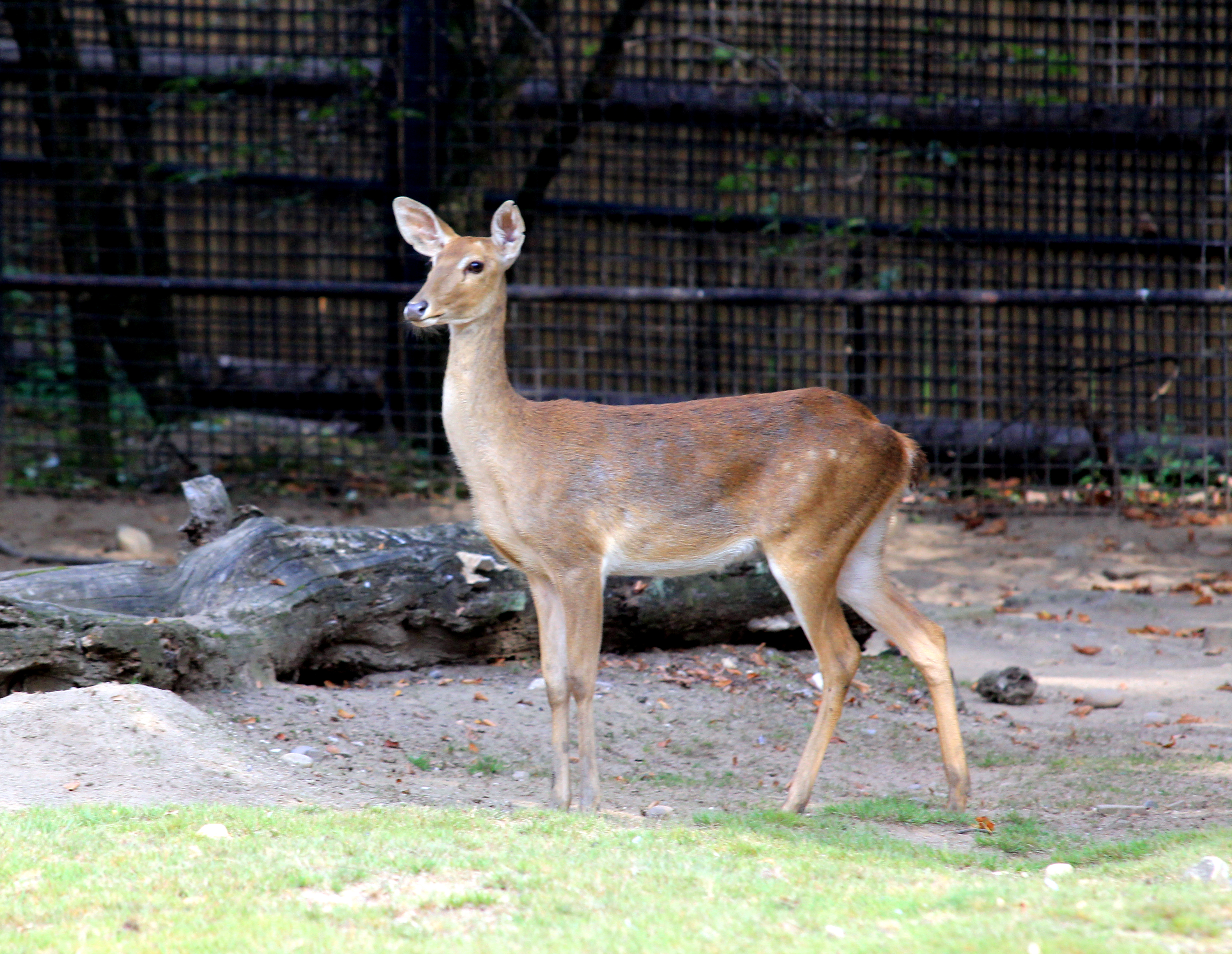

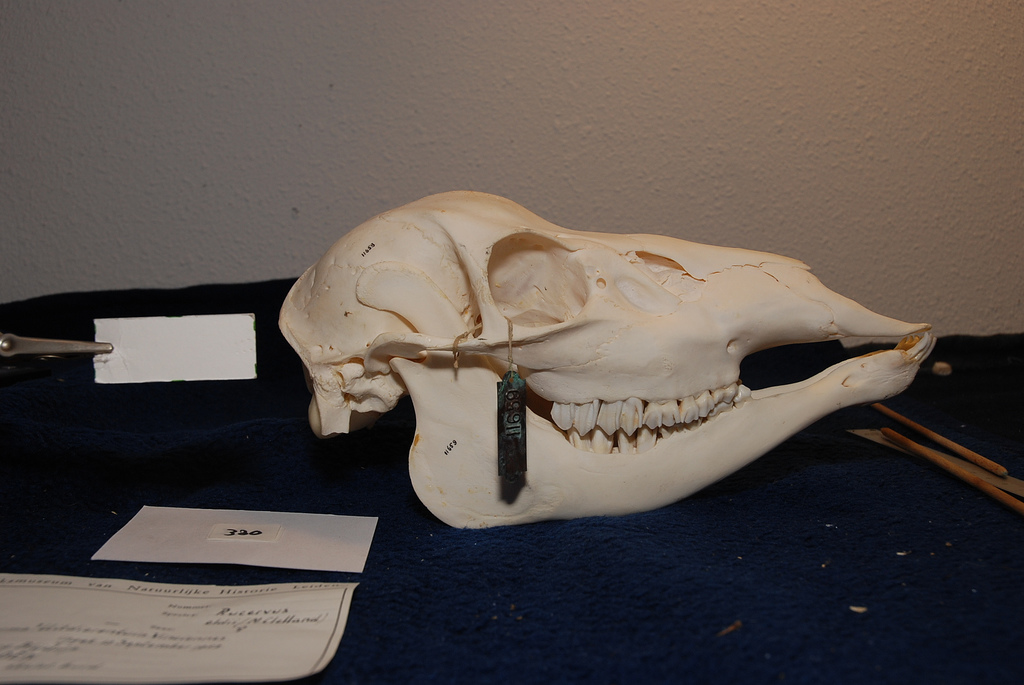
Lebka jelena lyrorohého

## Popis
Jelen lyrorohý je středně velký jelen, jehož hmotnost se pohybuje mezi 80 až 150 kg. Délka těla je 150 až 180 cm, samotný ocas má asi jen 23 cm a výška v kohoutku je 107 až 115 cm. Vzhledem se podobá blízce příbuzné barasinze. Nechybí mu typická jelení elegance, má dlouhé štíhlé končetiny a velkou hlavu nesenou na tenkém krku. Samci jsou větší a těžší než laně a nesou paroží typického lyrovitého tvaru – až dva metry dlouhé lodyhy rostou nejprve dozadu, téměř vodorovně se hřbetem, a teprve pak se v oblouku stáčí směrem nahoru. Většina zvířat se pyšní dvanácti výsadami, ale některé kusy mohou mít výsad až 20. Největší a nejnápadnější z výsad bývá očnice.
Letní srst je červenohnědá, v zimě jsou jeleni tmavěhnědí. Samci jsou obecně tmavěji zbarvení než laně a hrubší delší chlupy na krku u nich tvoří hustou hřívu.

## Rozšíření a stanoviště
Areál jelena lyrorohého zahrnuje téměř celou Jihovýchodní Asii, sahá od jihovýchodní Indie a Myanmaru do Thajska, Laosu, Kambodže a Vietnamu a zasahuje také na Malajský poloostrov.
V minulosti žili v největších počtech na území Thajska, ale byli téměř vyhubeni a dnes v Thajsku žijí jen při hranicích s Kambodžou. Životní prostředí se liší podle poddruhu. Zatímco jeleni patřící k barmskému a thajskému poddruhu žijí ve světlých lesích a na travnatých pláních, jeleni z indického Manipuru patřící k nominátnímu poddruhu (jelen manipurský) se vyskytují v blízkosti vodních toků a jezer, preferují bažiny a podmáčený terén.

## Biologie
Jelen lyrorohý žije ve stádech odděleného pohlaví, v jediném stádě může být až 50 kusů. Je aktivní převážně v noci. Pase se na trávě a bylinách, okusuje výhonky a také vodní rostliny. Říje přichází v listopadu a prosinci (podle jiných údajů v únoru a v březnu), kdy samci přicházejí za samicemi, shromažďují je do harémů a bojují mezi sebou o právo se pářit. Březost trvá 220 až 240 dní, zpravidla se rodí jediné mládě. Kolouch má skvrnitou srst, kresba ale věkem bledne. Laň jej vodí sedm měsíců, pohlavní dospělost přichází v 18 měsících. V přírodě žijí průměrně 10 let.

## Ohrožení
Další přežití jelena lyrorohého je v ohrožení kvůli nadměrnému lovu a ničení jeho přirozeného prostředí.

## Chov v zoo
Nominátní poddruh C. eldii eldii není v evropských zoo zastoupen. Pouze jedna francouzská zoo chová siamský poddruh. Barmský poddruh, tedy jelena barmského, je sice k vidění nejčastěji, přesto je chován jen ve 13 zoo Evropy, včetně Zoo Praha, která je v současnosti jedinou českou zoo s tímto jelenem. Historicky se však vyskytl v Zoo Brno, Zoo Ostrava a Zooparku Vyškov.

### Chov v Zoo Praha
Počátek chovu tohoto druhu v Zoo Praha je datován do roku 1985, kdy přišly dva páry z německé Zoo Lipsko. Jelikož jedna ze samic přišla březí, první mládě přišlo na svět již na podzim 1985. Chov byl dlouhodobě velmi úspěšný. Do roku 2003 se narodilo 84 mláďat. Do reprodukce se zapojilo osm chovných samců, přičemž právě v roce 2003 uhynul poslední z této řady. V průběhu pěti let jeho pražského působení (pocházel ze švýcarského Curychu) přišlo na svět 28 mláďat. Další samec přišel v roce 2005, ale krátce na to uhynul. Také samec přivezený v roce 2007 uhynul na vážné onemocnění. Později se však podařilo získat perspektivního samce, který zplodil další mláďata. Roku 2016 přišla na svět dvojčata, což lze považovat za raritu.
Na konci roku 2017 chovala Zoo Praha 19 kusů jelena barmského, z toho devět samců a deset samic. V průběhu roku 2017 se narodilo a bylo úspěšně odchováno osm mláďat (šest samců a dvě samice). Od počátku chovu se tak do té doby narodilo již přes 120 mláďat.
V průběhu roku 2018 bylo odchováno sedm mláďat. Na konci daného roku zoo chovala 19 jedinců (6 samců a 13 samic).
V říjnu 2019 se narodil samec. Pouze jedno odchované mládě tak zaostalo za úspěchy předchozích let. V závěru roku 2019 tak bylo po odchodu odrostlých mláďat do jiných zařízení chováno 12 jedinců (3 samic a 9 samic).
V srpnu 2020 se však narodila hned tři mláďata.
Tito jeleni žijí v horní části zoo.